# François de Balaguier
François de Balaguier de Monsalès, né vers 1494 et mort le 26 août 1572, est évêque de Bazas au XVIe siècle. 

## Éléments biographiques
Il est le fils de Gaspard Ier de Balaguier, baron de Montsalès, et de Jeanne de Rabastens (?). François de Balaguier est membre de l'ordre des bénédictins.
François de Balaguier est prieur de Laramière et abbé d'Eysses (1527-1572). Il est nommé évêque de Bazas en 1564 comme successeur de son frère Jean, qui est nommé évêque de Cahors. Comme son frère il a à lutter contre les réformés.